# Orlando Terranova
Orlando Terranova, né le 10 novembre 1979, à Mendoza est un pilote argentin de rallye-raid, de motocross.

## Palmarès

### Résultats au Paris-Dakar[1]
| Année | Catégorie | Constructeur     | Position        | Victoires d'étape | Pilote                   |
| ----- | --------- | ---------------- | --------------- | ----------------- | ------------------------ |
| 2005  | Moto      | KTM              | Abd. (Étape 10) | -                 |                          |
| 2007  | Moto      | KTM              | Abd. (Étape 8)  | -                 |                          |
| 2009  | Auto      | BMW              | Abd. (Étape 10) | -                 | Alain Guéhennec          |
| 2010  | Auto      | Mitsubishi       | 9e              | -                 | Pascal Maimon            |
| 2011  | Auto      | BMW              | Abd. (Étape 7)  | -                 | Filipe Palmeiro          |
| 2012  | Auto      | Toyota           | Abd. (Étape 5)  | -                 | Lucas Cruz               |
| 2013  | Auto      | BMW              | 5e              | 1                 | Paulo Fiúza              |
| 2014  | Auto      | Mini All4 Racing | 5e              | 1                 | Paulo Fiúza              |
| 2015  | Auto      | Mini All4 Racing | 18e             | 4                 | Bernardo Graue           |
| 2016  | Auto      | Mini All4 Racing | 12e             | -                 | Bernardo Graue           |
| 2017  | Auto      | Mini All4 Racing | 6e              | -                 | Andreas Schulz           |
| 2018  | Auto      | Mini All4 Racing | 20e             | -                 | Bernardo Graue           |
| 2019  | Auto      | Mini All4 Racing | Abd. (Étape 2)  | -                 | Bernardo Graue           |
| 2020  | Auto      | Mini All4 Racing | 6e              | -                 | Bernardo Graue           |
| 2021  | Auto      | Mini All4 Racing | Abd. (Étape 6)  | -                 | Bernardo Graue           |
| 2022  | Auto      | Prodrive Hunter  | 4e              | 1                 | Daniel Oliveras Carreras |
| 2023  | Auto      | Prodrive Hunter  | Abd. (Étape 4)  | -                 | Álex Haro Bravo          |

### Autres
en auto
- Rally Desafío del Desierto 2003 : vainqueur
- Rallye de Tunisie 2009 : vainqueur avec comme copilote Filipe Palmeiro
- Desafio Litoral Rally 2012 : vainqueur avec comme copilote Paulo Fiúza
- Desafío Ruta 40 2012 : vainqueur avec comme copilote Paulo Fiúza
- Rallye du Maroc 2013 : vainqueur avec comme copilote Paulo Fiúza
- Desafío Ruta 40 2015 : vainqueur avec comme copilote Bernardo Graue
- Baja Aragón 2019 : 2e avec comme copilote Bernardo Graue
- Desafío Ruta 40 2017 (Nord) : vainqueur avec comme copilote Bernardo Graue
- Desafío Inca 2018 : vainqueur avec comme copilote Bernardo Graue
- Baja Portalegre 500 2019 : vainqueur avec comme copilote Bernardo Graue
- Baja Aragón 2019 : vainqueur avec comme copilote Bernardo Graue